# Râul Bârnova
Râul Bârnova este un curs de apă, afluent al râului Nicolina. 